# 云南桤叶树
云南桤叶树（学名：Clethra delavayi），为桤叶树科桤叶树属下的一个植物变种。